# Словеначка имена подручја и објеката у Аустрији
Словеначка имена подручја и објеката део су традиционалне културне баштине Словенаца, као и немачког становништва Корушке у Аустрији. Многи истраживачи, заједнице и организације раде на очувању словеначких микротопонима.
Године 2010. „Словеначка имена подручја и објеката у Корушкој“ уврштена су на листу нематеријалне културне баштине Аустрије. Очување словеначких имена места на овом подручју посебно је критично, јер је овде вековима званични језик писаних докумената био немачки, док се традиција словеначког језика преносила у говорном, дијалекатском облику и данас се само мали број људи користи ова традиционална имена. Уврштавање словеначких имена подручја и објеката у Корушкој на листу нематеријалног културног наслеђа Аустрије извршен је пре него што је решен спор око двојезичних ознака насеља. Позитивно извештавање медија о словеначкој деноминацији места у Корушкој, која су део Унескове светске баштине, имало је ефекат да су ова имена у немачкој култури такође препозната као нематеријално културно добро. Становници, посебно овог региона, почели су да развијају све позитивнији став према овом културолошком феномену у Корушкој.
Актуелна словеначко-аустријска прекогранична сарадња усмерена је на очување имена подручја и кућа. Прве локалне иницијативе започете су у Горењској 2005. године, када се придружила и Јужна Корушка. Европски прекогранични пројекат FLU-LED (2011-2015) спојио је ове две иницијативе у једну. Две регије развиле су заједничку методологију за прикупљање података и документацију (снимање терена и мапирање). У процес је укључено и преко 1.600 старијих људи, како би се прикупили ови топоними. До 2020. године документовано је 15.700 имена кућа и 9.600 имена подручја. 